# Phylloderma stenops
Phylloderma stenops is een zoogdier uit de familie van de bladneusvleermuizen van de Nieuwe Wereld (Phyllostomidae). De wetenschappelijke naam van de soort werd voor het eerst geldig gepubliceerd door Wilhelm Peters in 1865.

## Voorkomen
De soort komt voor van zuidelijk Mexico tot zuidoost-Brazilië, Bolivia en Peru.